# Локбатан (грязевой вулкан)
Локбатан (азерб. Lökbatan palçıq vulkanı) — один из крупнейших в мире грязевых вулканов. Расположен в 15 км к юго-западу от Баку, неподалёку от одноимённого посёлка в Гарадагском районе, на одноименном нефтедобывающем месторождении на берегу Каспийского моря. С 1998 года является кандидатом на включение в список Всемирного наследия ЮНЕСКО. Является одним из 5 самых активных грязевых вулканов в мире.

## Топонимика
Названия с элементом «батан» (от слова азерб. batmaq — вязнуть) указывают на трясину, и могут обозначать поверхность сопочной брекчии или  топь на дне шора. Название «Локбатан» означает «место в котором утонул верблюд». 
Существует несколько версий происхождения такого названия. Название могло возникнуть из-за того, что извергаемые грязевым вулканом вода и грязь покрывая обширную площадь создают болото.
Согласно другому предположению, название вулкану могли дать караванщики, которые на пути в Баку пересекали Гобустан вблизи грязевого вулкана. Крупные извержения данного грязевого вулкана случаются очень часто, и возможно во время одного из таких извержений здесь потонул проходивший мимо караван верблюдов.
Шведский геолог Яльмар Шёгрен в своей статье с подробным описанием грязявого вулкана Локбатан и истории его активности писал, что в составе названия имеется персидское слово, которое появилось из-за схожести двух куполообразных холмов с горбами лежащего верблюда.
Согласно энциклопедическому словарю топонимов Азербайджана название грязевого вулкана может происходить от названия расположенного в этой местности озера Локбатан. Данный гидроним означает невозможность пересечения местности верблюдом.

## Общие сведения
Характер поведения вулкана меняется. Как правило, ему свойственен пелейский тип извержения, при котором происходит перелив грязи, надстраивающей его конус. Однако иногда происходит бурное выделение самовозгорающегося газа.
В 1933 году, пробурив скважину у подножья вулкана, геологи обнаружили большие запасы нефти и газа в регионе. Именно благодаря этому факту впоследствии появилась теория о непосредственной связи грязевых вулканов с углеводородными месторождениями.
Локбатан является одним из самых активных грязевых вулканов в мире. Первое зафиксированное извержение Локбатана произошло в 1829 году. С тех пор по сентябрь 2024 года зарегистрировано 28 извержений.
В недавнем прошлом извержения вулкана происходили 2 мая 2017 года и в 2018 году. 
Происшедшее 11 августа 2022 года извержение вулкана  с грязью началось на глубине 3 км и продолжалось 4 минуты.
18 сентября 2024 года зафиксировано очередное, 28-е извержение вулкана на глубине 3 км из двух эруптивных центров. Брекчия поднялась на высоту около 10 метров.